# Alois Boček
Alois Boček (19. června 1909 Třešť – 28. února 1986 Bendigo, Austrálie
) byl český (moravský) kněz a básník.

## Život
Narodil se v Třešti, v rodině místního kováře Martina Bočka (1867–??) a jeho manželky Marie, rozené Brychtové (1871–??).
Dne 5. 7. 1935 byl v Brně vysvěcen na kněze. V letech 1939–1940 byl kaplanem ve Velkých Bílovicích, od roku 1935 též působil v Křižanovicích u Bučovic.
Byl členem Moravského kola spisovatelů.
Po roce 1948 emigroval z Československa. Později po tomto odchodu duševně onemocněl a žil porůznu jako host v řeholních komunitách, nebo byl hospitalizován v ústavech pro duševně choré, přičemž měl ale oficiální povolení kněžsky působit mezi svými spolupacienty. Zemřel v australském městě Bendigo.

## Dílo

### Příspěvky v periodikách
Básně Aloise Bočka byly v letech 1930–1932 zveřejňovány v časopise slovanských bohoslovců Museum, dále v revui pro katolickou kulturu Archa.

### Knižní vydání
- Předjaří (poesie; Olomouc, Družina literární a umělecká, 1934)
- Věnec samoty (kresby, obálka a grafická prava Eduard Milén; Brno, J. Jícha, 1943)